# Keulenpilze
Die Keulen- oder Korallenpilze (Clavulina) sind eine Pilzgattung aus der Familie der Stoppelpilzverwandten (Hydnaceae). Die „echten“ Korallen (Ramaria) aus dem Pilzreich zählen dagegen zur Familie der Schweinsohrverwandten (Gomphaceae) und sind trotz der ähnlich geformten Fruchtkörper nicht näher mit den Hydnaceae verwandt. Die beiden Gattungen unterstehen zudem verschiedenen Ordnungen.
Die Typusart ist Clavulina cristata, der Kammförmige Keulenpilz.

## Merkmale

### Makroskopische Merkmale
Es gibt in dieser Gattung mehr und weniger stark verzweigte korallenförmige, aber auch keulenförmige, unverzweigte und sogar rein resupinate Arten. Keulenförmige Fruchtkörper stehen meist in Büscheln zusammen und erreichen eine Höhe von etwa 10 cm. Sie besitzen eine glatte bis runzelige Oberfläche und haben eine weiche, wachsartige, aber nicht brüchige Konsistenz. Die Farben differieren, das Fleisch ist jedoch immer weiß bis schmutzig-grau gefärbt. Das Sporenpulver hinterlässt einen weißen Abdruck.

### Mikroskopische Merkmale
An den zylindrischen bis schmal keulenförmigen, je nach Art zwei- bis sechssporigen Basidien reifen annähernd kugelige bis breit ellipsoide, dünn- und glattwandige Sporen heran. Sie sind hyalin, mit einem großen Öltropfen gefüllt. Auffällig und typisch für Vertreter der Familie der Keulenpilzverwandten sind die gebogenen Sterigmen der Basidien.

## Gattungsabgrenzung
Einige Arten der Gattung Clavulina, die korallenförmige Fruchtkörper bilden, können mit Spezies der Gattung Ramaria verwechselt werden. Letztere hat aber ein ockerfarbenes Sporenpulver, welches man bei älteren Fruchtkörpern in den unteren Astgabelungen sehen kann. Zudem lassen sich die Clavulina-Arten an glatten, breitellipsoiden bis subglobosen Sporen erkennen, während die Sporen der Vertreter der Gattung Ramaria ornamentiert und lang gestreckt sind.
Resupinate Vertreter der Gattung Clavulina ähneln sehr den ebenfalls ektotrophen Vertretern der Gattung Membranomyces, lassen sich durch das Fehlen von Schnallen bei letzteren mit Hilfe des Mikroskops unterscheiden.

## Ökologie und Phänologie
Heimische Korallenpilze kommen in Laub- und Nadelwäldern vor und bilden Ektomykorrhizen. In den Tropen sind Korallenpilze wichtige Ektomykorrhizapilze und können sogar im Kronenbereich an Adventivwurzeln ihre Mykorrhiza ausbilden.
In Europa kann man sie in kleinen Gruppen zerstreut von Juli bis Dezember entdecken.

## Arten
Weltweit sind rund 75 Arten bekannt. Der Verbreitungsschwerpunkt liegt in den Tropen. In Europa kommen 5 Arten vor bzw. sind dort zu erwarten:
| \| Deutscher Name \| Wissenschaftlicher Name \| Autorenzitat \| \| ----------------------- \| ----------------------- \| --------------------------------------------- \| \| Violetter Keulenpilz \| Clavulina amethystina \| (Bulliard 1791 : Fries 1821) Donk 1933 \| \| Grauer Keulenpilz \| Clavulina cinerea \| (Bulliard 1791 : Fries 1821) J. Schröter 1889 \| \| Kammförmiger Keulenpilz \| Clavulina coralloides \| (Linnaeus 1753 : Fries 1821) J. Schröter 1889 \| \| \| Clavulina gallica \| Corner 1950 \| \| Runzeliger Keulenpilz \| Clavulina rugosa \| (Bulliard 1790 : Fries 1821) J. Schröter 1889 \| |                         |                                               |
| Deutscher Name | Wissenschaftlicher Name | Autorenzitat                                  |
| Violetter Keulenpilz | Clavulina amethystina   | (Bulliard 1791 : Fries 1821) Donk 1933        |
| Grauer Keulenpilz | Clavulina cinerea       | (Bulliard 1791 : Fries 1821) J. Schröter 1889 |
| Kammförmiger Keulenpilz | Clavulina coralloides   | (Linnaeus 1753 : Fries 1821) J. Schröter 1889 |
| | Clavulina gallica       | Corner 1950                                   |
| Runzeliger Keulenpilz | Clavulina rugosa        | (Bulliard 1790 : Fries 1821) J. Schröter 1889 |

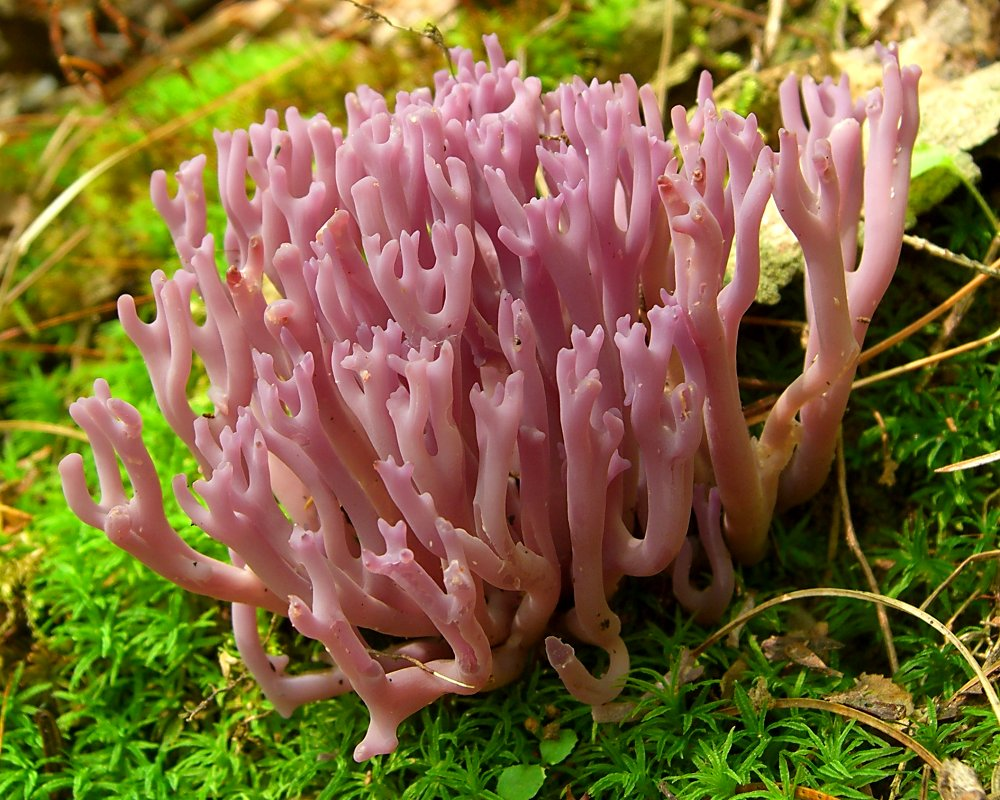
Violetter Keulenpilz Clavulina amethystina
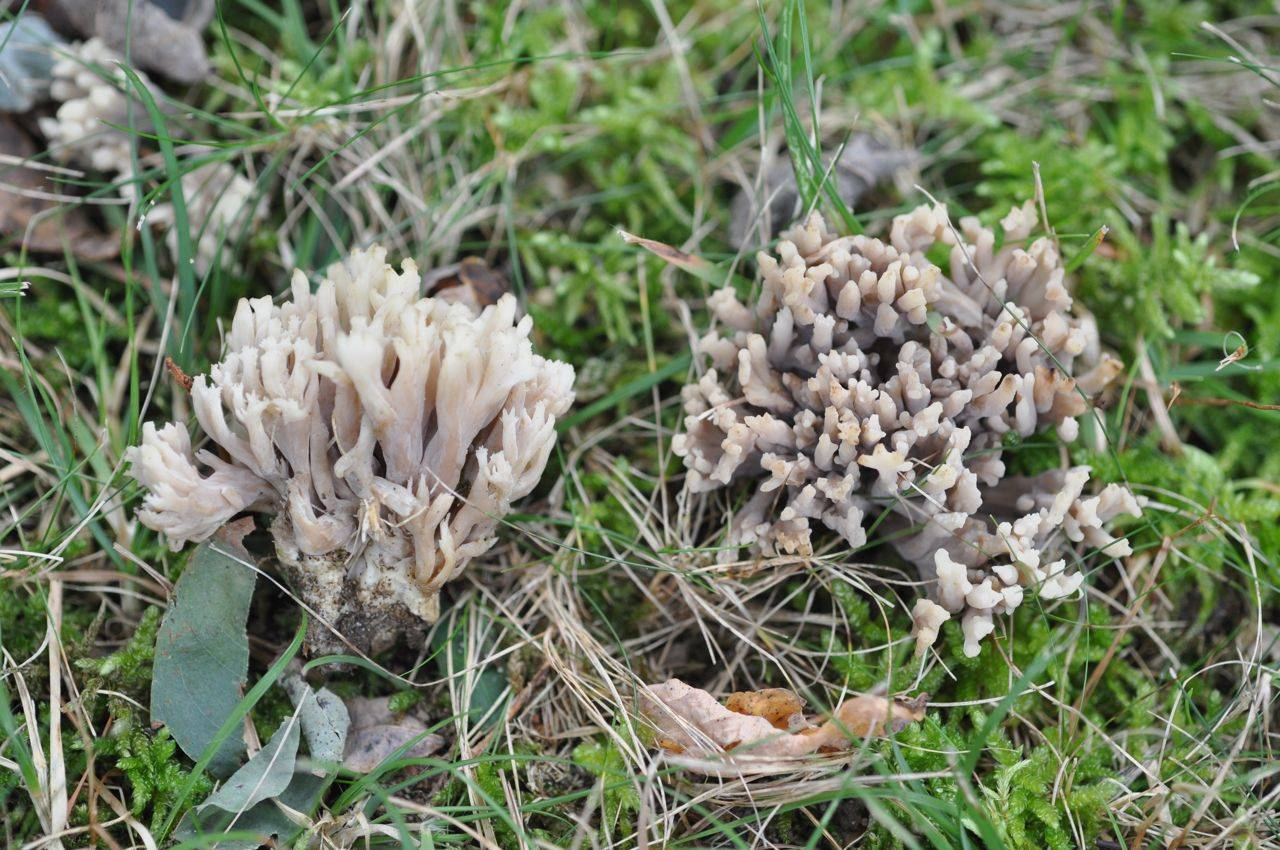
Grauer Keulenpilz Clavulina cinerea
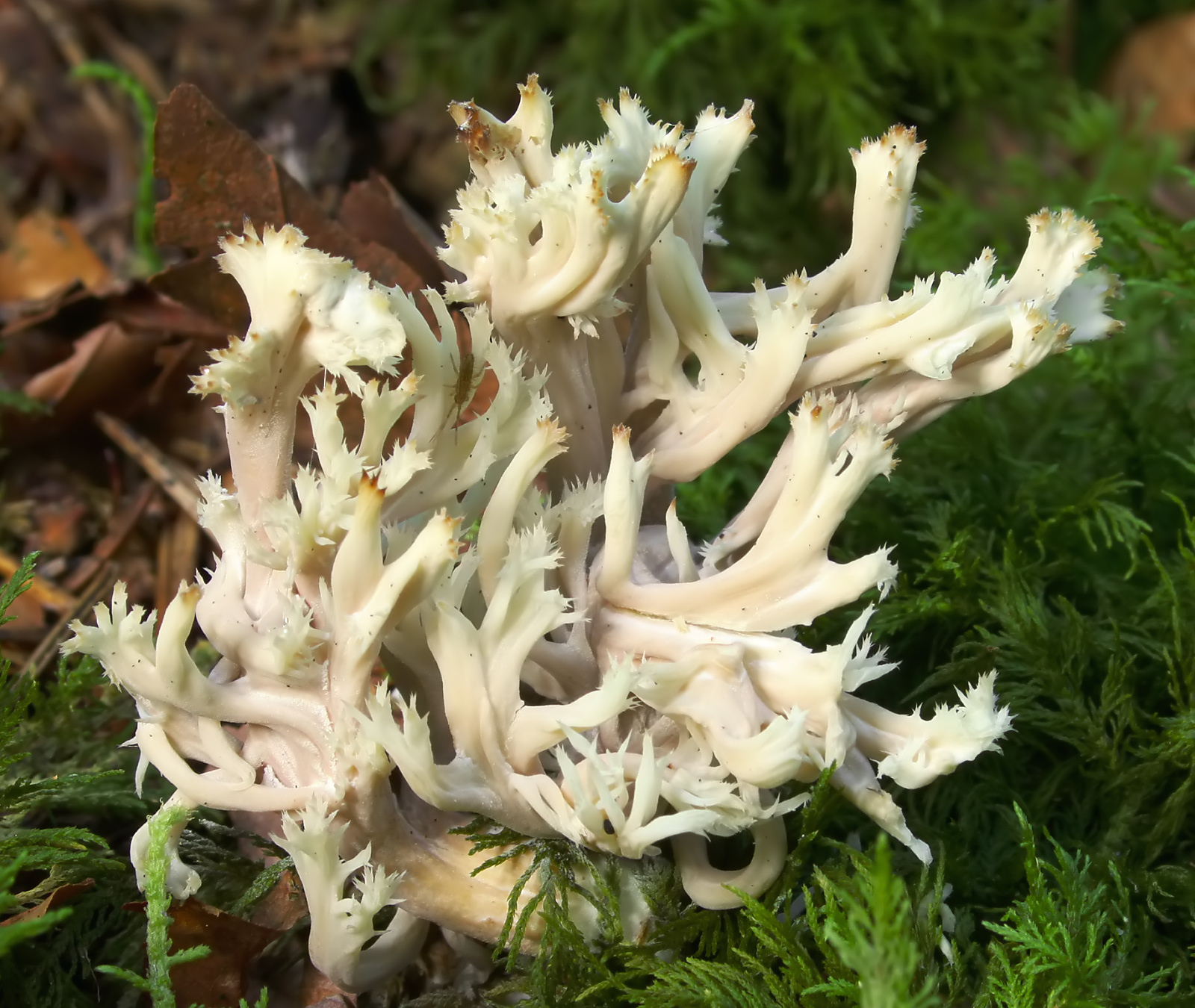
Kammförmiger Keulenpilz Clavulina coralloides
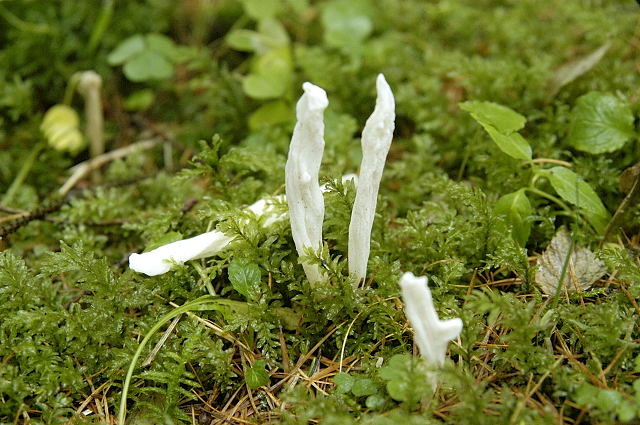
Runzeliger Keulenpilz Clavulina rugosa

## Bedeutung
Korallenpilze der Gattung Clavulina sind essbar. Sie riechen kaum und haben nur ein sehr mildes Aroma.